# Cătălin Munteanu
Cătălin Constantin Munteanu (* 26. Januar 1979 in Bukarest) ist ein ehemaliger rumänischer Fußballspieler. Der Mittelfeldspieler bestritt insgesamt 336 Spiele in der rumänischen Liga 1 und der spanischen Primera División. In den Jahren 1997 und 1998 gewann er mit Steaua Bukarest, im Jahr 2007 mit Dinamo Bukarest die rumänische Meisterschaft.

## Karriere

### Verein
Die Karriere von Cătălin Munteanu begann im Jahr 1996 mit 17 Jahren bei Steaua Bukarest und nahm zunächst einen steilen Anstieg. Bereits im ersten Jahr konnte der torgefährliche Mittelfeldspieler die Meisterschaft erringen. Diesen Erfolg konnte er im Folgejahr wiederholen, wobei er selbst zudem 17 Treffer beisteuerte.
Im Sommer 1998 wechselte er für eine Ablösesumme von 1,8 Millionen US-Dollar zu UD Salamanca in die spanische Primera División. Nach dem Abstieg spielte er mit Salamanca weitere zwei Jahre in der Segunda División, ehe sich für Munteanu die Gelegenheit bot, in die Primera División zurückzukehren, indem er zu Espanyol Barcelona wechselte. Dort konnte er sich aber nicht durchsetzen und wechselte bereits nach einem Jahr im Jahr 2002 zurück in die Segunda División zu Albacete Balompié.
In Albacete gelang ihm der erneute Aufstieg ins Oberhaus, wobei er an die Torgefährlichkeit früherer Jahre nicht mehr anknüpfen konnte. Nach dem Klassenerhalt im ersten Jahr nach dem Aufstieg verließ er den Verein in der Winterpause 2004/05 und schloss sich Real Murcia in der Segunda División an.
Im Jahr 2005 kehrte Munteanu nach Rumänien zurück und spielte fortan für Dinamo Bukarest. Nachdem er in der Saison 2005/06 nur selten zum Einsatz gekommen war, half er in der folgenden Spielzeit als Stammspieler mit, die Meisterschaft zu gewinnen. Obwohl Stammspieler, verließ er Dinamo im Sommer 2008 und wechselte zum Ligakonkurrenten FC Brașov. Nach zwei Platzierungen Mittelfeld kehrte er im Sommer 2010 zu Dinamo zurück. Dort erreichte er das Pokalfinale 2011, unterlag dort aber Steaua Bukarest. Diesen Erfolg holte er mit seinem Team ein Jahr später nach. Im Sommer 2014 kehrte er zum FC Brașov zurück. Ein halbes Jahr später schloss er sich Ligakonkurrent FC Viitorul Constanța an. Dort beendete er nach drei Einsätzen im Sommer 2015 seine Laufbahn.

### Nationalmannschaft
Schon im Alter von 18 Jahren schaffte Munteanu den Sprung in die rumänische Fußballnationalmannschaft, wo er am 19. November 1997 gegen Spanien debütierte. Obwohl er regelmäßig zum Aufgebot gehört hatte, berief ihn Nationaltrainer Emerich Jenei nicht in den Kader für die Fußball-Europameisterschaft 2000. Das letzte seiner 17 Länderspiele bestritt Munteanu am 2. Juni 2001 gegen Ungarn.

## Erfolge/Titel

### Steaua Bukarest
- Rumänischer Meister: 1996/97, 1997/98
- Rumänischer Pokalsieger: 1996/97
- Rumänischer Supercup-Sieger: 1998

### Albacete Balompié
- Aufstieg in die Primera Division: 2002/03

### Dinamo Bukarest
- Rumänischer Meister: 2006/07
- Rumänischer Pokalsieger: 2011/12
- Rumänischer Supercup-Sieger: 2012